# Nomosphecia elegans
Nomosphecia elegans là một loài tò vò trong họ Ichneumonidae.